# Acrania (britische Band)
Acrania ist eine britische Death-Metal-Band aus London, Vereinigtes Königreich.

## Geschichte
Acrania wurde im Jahr 2012 in der britischen Hauptstadt London gegründet. Nach mehreren Besetzungswechseln besteht die Band aus Sänger Luke Griffin und Schlagzeuger Jake Hadley – die beide auch bei Human Error aktiv sind. Die früheren Gitarristen Eddie Pickard  und Jack Simmons sind inzwischen in Gruppen wie Infant Annihilator und Black Tongue bzw. bei Slaughter to Prevail aktiv.
Im September des Jahres 2012 veröffentlichte die Band eine Split-Single mit Blue Waffle unter dem Titel Galactic Infections. Ende Januar des Folgejahres folgte mit The Beginning of the End eine EP, die in Eigenregie veröffentlicht wurde. Als Gastmusiker ist unter anderem der ehemalige Pathology-Sänger Kevin Schwartz im Lied A Trophy of Corporate Disfigurement zu hören. Nachdem die Band einen Plattenvertrag mit Unique Leader Records unterschrieben hatte, folgte im August des Jahres 2014 die Herausgabe des Debütalbums Totalitarian Dystopia. Als Gastmusiker wirkten Tom Barber, Jamie Hanks von I Declare War und Mendel von Aborted mit. Ende November 2018 erscheint mit Tyrannical Hierarchy: Vol I eine weitere EP.

## Stil
Acrania spielt eine moderne Variante des Death Metal, welcher Elemente des Deathcore wie ihn Gruppen wie Whitechapel und Carnifex spielen mit der melodischen Aggressivität von Aborted vermischt. Auch werden musikalische Elemente des Technical Death Metal, Slam Death Metal und Grindcore verwendet. In ihrer Musik werden Blastbeats, Doublebass, Doubletime-Growls, sowie extreme Tempowechsel von „sehr schnell bis übertrieben langsam“ verwendet, wodurch diese dynamisch wirkt.
In ihren Liedtexten verarbeiten die Musiker ihre Abneigung gegen kapitalistische und korrupte politische Systeme. Dabei setzt die Gruppe das lyrische Konzept von der EP The Beginning of the End fort.

## Diskografie
- 2012: Galactic Infections (Split-Single mit Blue Waffle, Eigenproduktion)
- 2013: The Beginning of the End (EP, Eigenproduktion)
- 2014: Totalitarian Dystopia (Album, Unique Leader Records)
- 2018: Tyrannical Hierarchy, Vol. 1 (EP, Eigenproduktion)
- 2021: Societal Lobotomisation (Split-EP mit Vulvodynia, Eigenproduktion)

## Weiteres
Die Liedzeile „Send them to the slaughterhouse“ (deutsch etwa „bringt sie ins Schlachthaus“) aus dem Lied Disillusion in a Discordant System – zu finden auf dem Debütalbum Totalitarian Dystopia – avancierte in der extremen Metal-Szene zu einem viralen Hit.